# Blok P
Blok P – blok mieszkalny w Nuuk, największy obiekt mieszkaniowy stolicy Grenlandii. Miał długość około 200 metrów i składał się z 6 kondygnacji. Zamieszkiwał w nim około 1 procent całej populacji wyspy. Został wybudowany w roku 1965. W roku 2009 rząd Grenlandii podjął decyzję o rozbiórce bloku. W 2012 roku został wyburzony. Mieszkańców przesiedlono m.in. do mieszkań w dzielnicy Qinngorput.

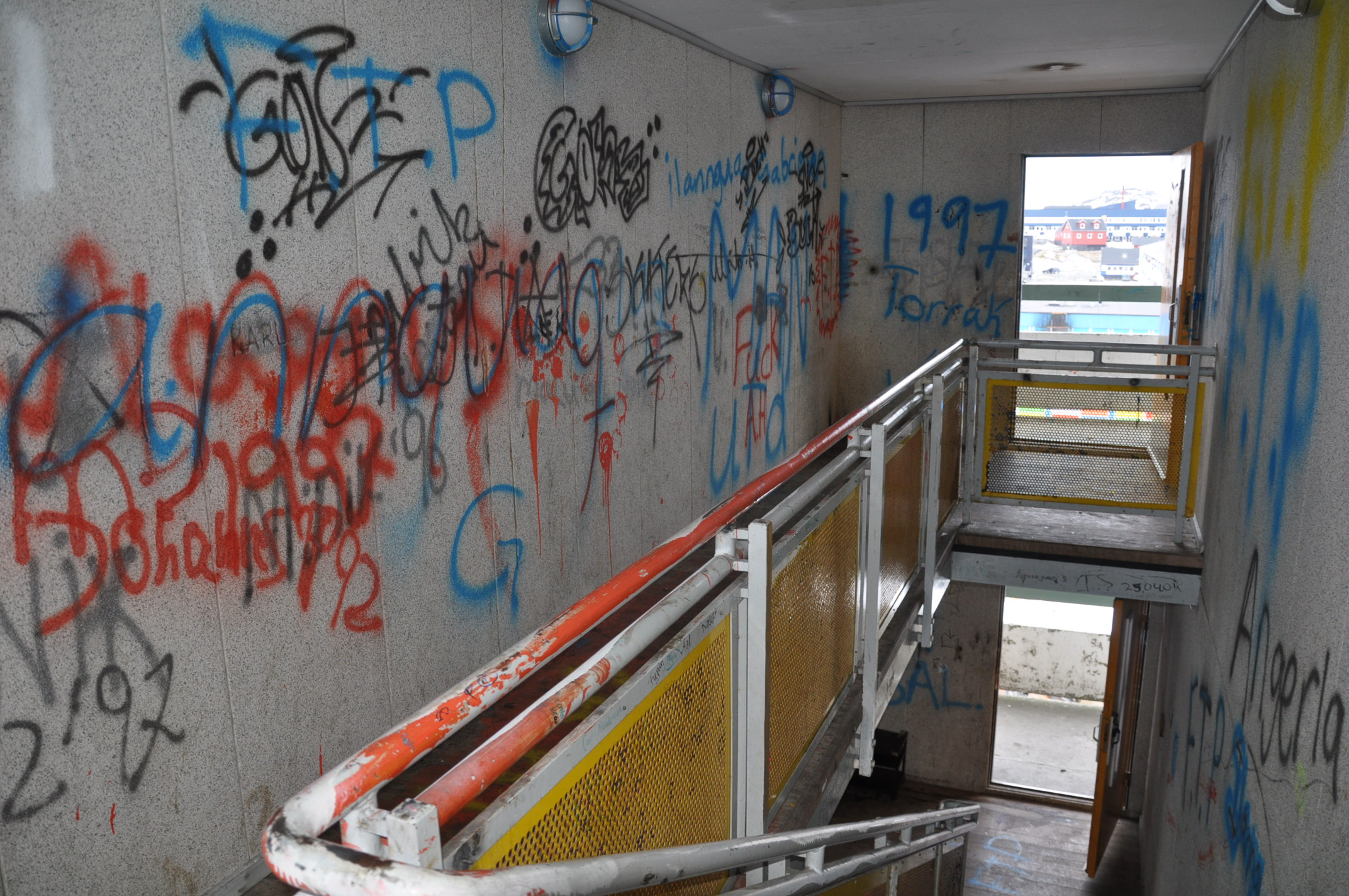
Graffiti na klatce schodowej, maj 2011

W latach 50. i 60. XX wieku w ramach duńskiego eksperymentu zaczęto budować w miastach blokowiska i przesiedlać do nich mieszkańców nadmorskich osad, m.in. do bloku P w Nuuk. Wielu dawnych myśliwych musiało się nagle przestawić z łowieckiego trybu życia, który wiedli w swoich osadach, na ciasne mieszkanie w mieście, gdzie byli zmuszeni pracować w trybie zmianowym w przemyśle rybnym lub byli skazani na korzystanie z pomocy społecznej. W wyniku utraty niezależności życiowej wielu z nich zaczęło szukać wsparcia w alkoholu i innych formach ucieczki od problemów, co przekłada się na złą reputację bloku P. Ściany na klatkach schodowych były wymalowane graffiti. W rezultacie uchodził on za najbardziej szpetny budynek w stolicy.